# Rodrigo Fernandes de Castro
Rodrigo Fernandez de Castro “o Calvo” (ca. 1100 — depois de fevereiro de 1143) foi um rico-homem do Reino de Castela. Em 1130 era alferes do rei Afonso VII de Leão, em 1139 detentor  do Alcácer de Toledo onde deteve o governo dos mil Castelhanos que existiam na referida guarnição, e em 1142 governou a tenência de Ávila  e outras vilas em o reinos de Castela e de Leão.

## Relações familiares
Foi filho de Fernando Garcia de Hita (c.1065-antes de 1135) e de Trigidia Fernandez. Casou antes do 5 junho de 1124 com Eylo (ou Elo) Álvarez filha de Álvar Fañez e a condesa Mayor Perez, éta última filha do conde Pedro Ansúrez.  Depois de viúva, Eylo se casou novamente e foi a terceira esposa do conde Ramiro Froilaz. Deste casamento nasceram:
- Fernando Rodrigues de Castro "o Castelhano" (c. 1125-1185), herdou a liderança da Casa de Castro de seu tio Gutierre Fernandez de Castro e casou com Estefânia Alonso, filha ilegítima do Rey Afonso VII de Leão e Castela e a condesa Urraca Fernández de Castro.
- Pedro Rodrigues de Castro, tentente de Grado, Tineo, Pravia e Limia, esposo de Urraca Rodríguez de Guzmão.
- Álvaro Rodrigues de Castro, casou antes de 1163 com Urraca Afonso, a Asturiana,[4] viúva do rey Garcia Ramires de Pamplona. Foram o pais de Sancho Alvares, que em 23 de julho de 1196 confirma como dominante Asturias Sancius Alvari filius regina Urrace.[5]
- Guterre Roiz de Castro, “o Escalavrado”  casou com Elvira Osorio, senhora de Lemos e Sarria.
- Sancha Rodrigues de Castro, esposa de Alvaro Rodrigues de Guzmão.[3]